# 名洗将之
名洗 将之（なあらい まさゆき、1969年1月3日 - ）は、千葉県銚子市出身の元プロ野球選手（外野手）。

## 来歴・人物
印旛高では土橋勝征と同期で、3年次の夏には4番として千葉県大会で準優勝。
1986年のプロ野球ドラフト会議で日本ハムファイターズから3位指名を受け入団。
一軍出場のないまま、1991年に現役を引退。引退後は、家業の水産加工業に就いた。

## 詳細情報

### 年度別打撃成績
- 一軍公式戦出場なし

### 背番号
- 40 （1987年 - 1991年）